# Чистяков Олексій Олексійович
Олексій Олексійович Чистяков (нар. 3 серпня 1974 року, Іваново, РРФСР, СРСР) — український футболіст, тренер.

## Кар'єра гравця
Вихованець ДЮСШ «Колос» (Нікополь). Перші тренери — О. Боровиков і І. Блажевський. Випускник Дніпропетровського спортінтернату (тренер — В. Кобзарєв)
Починав свою кар'єру в луганському «Динамо». Влітку 1994 року був запрошений Володимиром Кобзарєвим, який був знайомий з гравцем під час навчання Чистякова в Академії, в клуб Вищої ліги «Зоря-МАЛС». За нього Чистяков провів 7 ігор. Після відставки тренера хавбек покинув команду.
Після цього виступав у нижчих російських лігах за «Гекріс» (Анапа) та «Кубань» (Слов'янськ).
З 1996 року виступав у Другій лізі України за «Металург» (Новомосковськ), а 1999 року недовго грав там само за «Металург-2» (Запоріжжя).

## Кар'єра тренера
Свою тренерську роботу розпочав у 2002 році. Через рік Чистяков став працювати самостійно, очоливши дніпродзержинську «Сталь». Незабаром молодий спеціаліст увійшов до тренерського штабу Кобзарєва в «Зорі». Після його відставки очолив команду. На той момент йому було 29 років. Олексій Чистяков є наймолодшим тренером в історії «Зорі». Подего керівництвом команда провела 7 ігор, в яких зуміла здобути 1 перемогу. Незабаром Чистяков поступився своїм постом Олександру Довбію.
У 2004 році входив в тренерський штаб команди «Угольок» (Димитров). З 2005 року Олексій Чистяков працював тренером в академії дніпропетровського «Дніпра». У 2015 році він зайняв посаду заступника директора академії.
У 2017 році призначений тренером молодіжного складу одеського «Чорноморця». У серпні того ж року, після відставки Олександра Грановського, став виконувачем обов'язків головного тренера команди.